# Артур Михалкевич
Артур Павел Михалкевич (пол. Artur Paweł Michalkiewicz; нар. 11 вересня 1977, Вроцлав) — польський борець греко-римського стилю, чемпіон Європи, учасник двох Олімпійських ігор.

## Біографія
Боротьбою почав займатися з 1988 року. З 1993 тренувався у Джерзі Адамека. Виступав за борцівський клуб WKS Slask із Вроцлава. Був срібним призером чемпіонату світу 1997 року серед юніорів. Того ж року такого самого результату досяг і на європейській юніорській першості.

## Спортивні результати на міжнародних змаганнях

### Виступи на Олімпіадах
| Змагання                                   | Збірна | Вагова категорія                 | Місце |
| ------------------------------------------ | ------ | -------------------------------- | ----- |
| Боротьба на літніх Олімпійських іграх 2000 | Польща | греко-римська боротьба, до 76 кг | 9     |
| Боротьба на літніх Олімпійських іграх 2008 | Польща | греко-римська боротьба, до 84 кг | 16    |

### Виступи на Чемпіонатах світу
| Змагання                        | Збірна | Вагова категорія                 | Місце |
| ------------------------------- | ------ | -------------------------------- | ----- |
| Чемпіонат світу з боротьби 1999 | Польща | греко-римська боротьба, до 76 кг | 12    |
| Чемпіонат світу з боротьби 2001 | Польща | греко-римська боротьба, до 76 кг | 9     |
| Чемпіонат світу з боротьби 2003 | Польща | греко-римська боротьба, до 84 кг | 15    |
| Чемпіонат світу з боротьби 2005 | Польща | греко-римська боротьба, до 84 кг | 7     |
| Чемпіонат світу з боротьби 2006 | Польща | греко-римська боротьба, до 84 кг | 7     |
| Чемпіонат світу з боротьби 2007 | Польща | греко-римська боротьба, до 84 кг | 21    |

### Виступи на Чемпіонатах Європи
| Змагання                         | Збірна | Вагова категорія                 | Місце  |
| -------------------------------- | ------ | -------------------------------- | ------ |
| Чемпіонат Європи з боротьби 1999 | Польща | греко-римська боротьба, до 76 кг | 8      |
| Чемпіонат Європи з боротьби 2003 | Польща | греко-римська боротьба, до 84 кг | 14     |
| Чемпіонат Європи з боротьби 2006 | Польща | греко-римська боротьба, до 84 кг | Золото |
| Чемпіонат Європи з боротьби 2007 | Польща | греко-римська боротьба, до 84 кг | 5      |
| Чемпіонат Європи з боротьби 2008 | Польща | греко-римська боротьба, до 84 кг | 14     |

### Виступи на інших змаганнях
| Змагання                                                             | Збірна | Вагова категорія                 | Місце  |
| -------------------------------------------------------------------- | ------ | -------------------------------- | ------ |
| Всесвітні ігри військовослужбовців 1999                              | Польща | греко-римська боротьба, до 76 кг | Бронза |
| Олімпійський кваліфікаційний турнір з боротьби 2000 (Фаенца)         | Польща | греко-римська боротьба, до 76 кг | 6      |
| Олімпійський кваліфікаційний турнір з боротьби 2000 (Клермон-Ферран) | Польща | греко-римська боротьба, до 76 кг | 7      |
| Олімпійський кваліфікаційний турнір з боротьби 2000 (Ташкент)        | Польща | греко-римська боротьба, до 76 кг | 4      |
| Гран-прі Німеччини з боротьби 2002                                   | Польща | греко-римська боротьба, до 84 кг | 5      |
| Чемпіонат світу з боротьби серед військовослужбовців 2003            | Польща | греко-римська боротьба, до 84 кг | Срібло |
| Олімпійський кваліфікаційний турнір з боротьби 2004 (Новий Сад)      | Польща | греко-римська боротьба, до 84 кг | 7      |
| Олімпійський кваліфікаційний турнір з боротьби 2004 (Ташкент)        | Польща | греко-римська боротьба, до 84 кг | 7      |
| Гран-прі Німеччини з боротьби 2005                                   | Польща | греко-римська боротьба, до 84 кг | 7      |
| Гран-прі Німеччини з боротьби 2007                                   | Польща | греко-римська боротьба, до 84 кг | Золото |
| Олімпійський кваліфікаційний турнір з боротьби 2008 (Роме-Остія)     | Польща | греко-римська боротьба, до 84 кг | Бронза |
| Гран-прі Німеччини з боротьби 2008                                   | Польща | греко-римська боротьба, до 84 кг | Бронза |
| Чемпіонат світу з боротьби серед військовослужбовців 2008            | Польща | греко-римська боротьба, до 84 кг | Золото |
| Гран-прі Німеччини з боротьби 2009                                   | Польща | греко-римська боротьба, до 84 кг | 5      |
| Золотий Гран-прі з боротьби 2009                                     | Польща | греко-римська боротьба, до 84 кг | 8      |

### Виступи на змаганнях молодших вікових груп
| Змагання                                       | Збірна | Вагова категорія                 | Місце  |
| ---------------------------------------------- | ------ | -------------------------------- | ------ |
| Чемпіонат Європи з боротьби серед юніорів 1995 | Польща | греко-римська боротьба, до 74 кг | 10     |
| Чемпіонат Європи з боротьби серед юніорів 1997 | Польща | греко-римська боротьба, до 76 кг | Срібло |
| Чемпіонат світу з боротьби серед юніорів 1997  | Польща | греко-римська боротьба, до 76 кг | Срібло |